# Walter Laqueur
Walter Ze'ev Laqueur (Breslávia, 26 de maio de 1921) é um historiador  e comentarista político.

## Biografia
Laqueur nasceu em uma família judaica na Silésia, na atual Polônia. Em 1938 radicou-se na Palestina sob o Protetorado Britânico. Seus pais, que não conseguiram deixar a Alemanha, tornaram-se vítimas do Holocausto.
Laqueuer viveu então em Israel de  1938 a 1953. Após um ano estudando na Universidade Hebraica de Jerusalém, se juntou a um kibbutz e trabalhou na agricultura de 1939 a 1944. Em 1944, voltou a Jerusalém e passou a trabalhar como jornalista, profissão que exerceu até 1953, fazendo coberturas na Palestina e em outros países do Oriente Médio.
Desde 1955 Laqueur vive em Londres. Juntamente com George Mosse, ele é fundador e editor do Journal of Contemporary History e de Survey de 1956 a 1964. Ele também foi um dos editores fundadores dos Washington Papers e diretor do Institute of Conteporary History em Londres de 1956 a 1964 e da Wiener Library de Londres.

## Trabalhos publicados
- Communism and Nationalism in the Middle East, London: Routledge & Kegan Paul 1956
- Nasser's Egypt, London: Weidenfeld & Nicolson, 1957
- The Soviet Cultural Scene, 1956–1957, co-edited with George Lichtheim, New York: Praeger, 1958
- The Middle East in Transition: Studies in Contemporary History, New York: Praeger, 1958.
- The Soviet Union and the Middle East, London: Routledge & Kegan Paul, 1959
- Polycentrism: The New Factor in International Communism, co-edited with Leopold Labedz, New York: Praeger, 1962
- Young Germany: A History of the German Youth Movement, New York: Basic Books, 1962
- Neue Welle in der Sowjetunion: Beharrung und Fortschritt in Literatur und Kunst, Vienna: Europa Verlag, 1964
- Russia and Germany: A Century of Conflict, London: Weidenfeld & Nicolson, 1965
- 1914: The Coming of the First World War, co-edited with George L. Mosse, New York: Harper & Row, 1966
- Education and Social Structure in the Twentieth Century, co-edited with George L. Mosse, New York: Harper & Row, 1967
- The Fate of the Revolution: Interpretations of Soviet History, London : Weidenfeld & Nicolson, 1967
- The Road to Jerusalem: The Origins of the Arab-Israeli Conflict, 1967, New York: Macmillan, 1968 (published in the UK as The Road to War, 1967: The Origins of the Arab-Israel Conflict, London: Weidenfeld & Nicolson, 1969)
- Linksintellektuelle zwischen den beiden Weltkriegen, co-written with George Mosse, Munich: Nymphenburger Verlagshandlung, 1969
- The Struggle for the Middle East: The Soviet Union in the Mediterranean, 1958–1968, London: Routledge & Kegan Paul, 1969
- Europe Since Hitler, London: Weidenfeld & Nicolson, 1970
- A Dictionary of Politics, London: Weidenfeld & Nicolson, 1971 ISBN 0-297-00091-8
- Out of the Ruins of Europe, New York: Library Press, 1971 ISBN 0-912050-01-2
- A Reader's Guide to Contemporary History, co-edited with Bernard Krikler, London: Weidenfeld & Nicolson, 1972 ISBN 0-297-99465-4.
- A History of Zionism, London: Weidenfeld & Nicolson 1972 ISBN 0-03-091614-3
- Neo-Isolationism and the World of the Seventies, New York: Library Press, 1972 ISBN 0-912050-38-1
- Confrontation: The Middle East War and World Politics', London: Wildwood House, 1974 ISBN 0-7045-0096-5
- Historians in Politics, co-edited with George L. Mosse, London: Sage Publications, 1974 ISBN 0-8039-9930-5
- Weimar: A Cultural History, 1918–1933, London: Weidenfeld & Nicolson, 1974 ISBN 0-297-76574-4
- Fascism: A Reader's Guide: Analyses, Interpretations, Bibliography, editor, Berkeley: University of California Press, 1976 ISBN 0-520-03033-8
- Terrorism, Boston, MA: Little, Brown, 1977 ISBN 0-316-51470-5
- Guerrilla: A Historical and Critical Study, London: Weidenfeld & Nicolson, 1977 ISBN 0-297-77184-1
- The Guerrilla Reader: A Historical Anthology, editor, Philadelphia: Temple University Press, 1977 ISBN 0-87722-095-6
- The Terrorism Reader: A Historical Anthology, editor, Philadelphia: Temple University Press, 1978 ISBN 0-87722-119-7
- The Human Rights Reader, co-edited with Barry Rubin, Philadelphia: Temple University Press, 1979 ISBN 0-87722-170-7
- A Continent Astray: Europe, 1970–1978, London and New York: Oxford University Press, 1979 ISBN 0-19-502510-5
- The Missing Years: A Novel, Boston, MA: Little, Brown, 1980 ISBN 0-316-51472-1
- The Terrible Secret: Suppression of the Truth about Hitler's Final Solution, Boston, MA: Little, Brown, 1980 ISBN 0-316-51474-8
- The Political Psychology of Appeasement: Finlandization and Other Unpopular Essays, New Brunswick, NJ: Transaction Books, 1980 ISBN 0-87855-336-3
- "Hollanditis: A New Stage in European Neutralism", Commentary, August 1981
- The Second World War: Essays in Military and Political History, London: Sage Publications, 1982 ISBN 0-8039-9780-9
- America, Europe, and the Soviet Union: Selected Essays, New Brunswick, NJ: Transaction Books, 1983 ISBN 0-87855-362-2
- The Pattern of Soviet Conduct in the Third World, editor, New York: Praeger, 1983 ISBN 0-03-063944-1
- Looking Forward, Looking Back: A Decade of World Politics, New York: Praeger, 1983 ISBN 0-03-063422-9
- The Israel-Arab Reader: A Documentary History of the Middle East Conflict, co-edited with Barry Rubin, London and New York: Penguin Books, 1984 ISBN 0-14-022588-9
- Germany Today: A Personal Report, Boston, MA: Little, Brown, 1985 ISBN 0-316-51453-5
- A World of Secrets: The Uses and Limits of Intelligence, New York: Basic Books, 1985 ISBN 0-465-09237-3
- European Peace Movements and the Future of the Western Alliance, co-edited with Robert Hunter, New Brunswick, NJ: Transaction Books, 1985 ISBN 0-88738-035-2
- Breaking The Silence, co-written with Richard Breitman, New York: Simon & Schuster, 1986 ISBN 0-671-54694-5
- The Fate of the Revolution: Interpretations of Soviet History from 1917 to the Present, New York: Scribner's, 1987 ISBN 0-684-18903-8
- America in the World, 1962–1987: A Strategic and Political Reader, co-edited with Brad Roberts, New York: St. Martin's Press, 1987 ISBN 0-312-01318-3
- The Age of Terrorism, Boston, MA: Little, Brown, 1987 ISBN 0-316-51478-0
- The Long Road to Freedom: Russia and Glasnost, Collier Books, 1989, ISBN 0-02-034090-7
- Soviet Realities: Culture and Politics from Stalin to Gorbachev, New Brunswick, NJ: Transaction Books, 1990 ISBN 0-88738-302-5
- Stalin: The Glasnost Revelations, New York : Scribner's, 1990 ISBN 0-684-19203-9
- Soviet Union 2000: Reform or Revolution?, co-written with John Erickson, New York : St. Martin's Press, 1990 ISBN 0-312-04425-9
- Thursday's Child Has Far to Go: A Memoir of the Journeying Years, New York: Scribner's, 1992 ISBN 0-684-19421-X
- Europe In Our Time: A History, 1945–1992, New York: Viking, 1992 ISBN 0-670-83507-2
- Black Hundreds: The Rise of the Extreme Right in Russia, New York : HarperCollins, 1993 ISBN 0-06-018336-5
- The Dream That Failed: Reflections on the Soviet Union, London and New York: Oxford University Press, 1994 ISBN 0-19-508978-2
- Fascism: Past, Present, Future, London and New York: Oxford University Press, 1996 ISBN 0-19-509245-7
- Fin de Siècle and Other Essays on America & Europe, New Brunswick, NJ, and London: Transaction Publishers, 1997 ISBN 1-56000-261-1
- Guerrilla Warfare: A Historical and Critical Study, New Brunswick, NJ, and London: Transaction Publishers, 1997 ISBN 0-7658-0406-9
- Origins of Terrorism: Psychologies, Ideologies, Theologies, States of Mind, Woodrow Wilson Center Press, 1998 ISBN 0-943875-89-7
- The New Terrorism: Fanaticism and the Arms of Mass Destruction, London and New York : Oxford University Press, 1999 ISBN 0-19-511816-2
- Generation Exodus: The Fate of Young Jewish Refugees From Nazi Germany, Hanover, NH, and London: University Press of New England [for] Brandeis University Press, 2001 ISBN 1-58465-106-7
- The Holocaust Encyclopedia, co-edited with Judith Tydor Baumel, New Haven, CT: Yale University Press, 2001 ISBN 0-300-08432-3
- A History of Terrorism, New Brunswick, NJ: Transaction Publishers, 2001 ISBN 0-7658-0799-8
- Voices of Terror|Voices of Terror: Manifestos, Writings and Manuals of Al Qaeda, Hamas, and Other Terrorists from Around the World and Throughout the Ages, Sourcebooks, Inc., 2004 ISBN 1-59429-035-0
- No End to War: Terrorism in the Twenty-first Century, Continuum International Publishing Group, 2004
- Dying for Jerusalem: The Past, Present and Future of the Holiest City, Sourcebooks, Inc., 2006 ISBN 1-4022-0632-1
- The Changing Face of Antisemitism: From Ancient Times to the Present Day, London and New York: Oxford University Press, 2006 ISBN 0-19-530429-2
- The Last Days of Europe: Epitaph for an Old Continent, Thomas Dunne Books, 2007 ISBN 0-312-36870-4
- After the Fall: The End of the European Dream and the Decline of a Continent, New York: Macmillan, 2012